# Вишиванюк Михайло Васильович
Вишиваню́к Миха́йло Васи́льович (13 жовтня 1952, с. Іванівці, Коломийський район, Івано-Франківська область — 18 червня 2016) — український політик, голова Івано-Франківської ОДА (1997—2005 і з квітня 2010 по 7 листопада 2013). Заслужений економіст України.

## Біографія
1971 — закінчив Коломийський технікум механічної обробки деревини.
Після служби в армії (1971—1973) здобув спеціальність «інженер-механік» у Дніпропетровському сільськогосподарському інституті.
1995—1999 — навчався в Прикарпатському університеті імені В. Стефаника на факультеті «Правознавство».
2002 — здобув науковий ступінь кандидата економічних наук.
З 1974 року працює на керівних посадах.
До переходу на державну службу 26 років працював на виробництві. Його практичний досвід як керівника формувався в галузі сільського господарства. 1981 року очолив правління колгоспу імені Степана Мельничука. Згодом домігся його реорганізації, і колгосп став одним із перших акціонерних товариств.
1992—1997 — очолював раду сільгоспвиробників області, з березня 1995 до травня 1997 року був радником Президента України з аграрних питань, водночас до лютого 1999 року — член в Комісії з питань аграрної та земельної реформи при Президентові України.
З 26 лютого 1997 по січень 2005 — голова Івано-Франківської обласної державної адміністрації.
2002 — обраний депутатом Івано-Франківської обласної ради.
У квітні 2010 року Президент України Віктор Янукович призначив його головою Івано-Франківської ОДА.
На місцевих виборах 31 жовтня 2010 року обраний по Коломийському виборчому округу в депутати Івано-Франківської обласної ради.
7 листопада 2013 року був звільнений з посади голови Івано-Франківської ОДА указом Президента.
З 8 листопада 2013 по 25 лютого 2014 займав посаду радника Президента України.

## Нагороди
У 1992 та 2001 роках отримав Державну премію України в галузі архітектури.
Нагороджений медаллю «За трудову відзнаку» (1986), відзнаками Президента України — орденом «За заслуги» ІІІ ступеня (1996) і ІІ ступеня (1999), орденом Честі Грузії (2003), лицарським хрестом ордена Святого Сильвестра (Ватикан, 2 лютого 2007).